# Кублановский, Юрий Михайлович
Ю́рий Миха́йлович Кублано́вский (род. 30 апреля 1947, Рыбинск, Ярославская область) — российский поэт, эссеист, публицист, критик, искусствовед. Был в числе организаторов неофициальной поэтической группы СМОГ. В советское время печатался в основном в самиздате, а также за рубежом. В 1982 году вынужденно эмигрировал, но в 1990 году вернулся. Почётный гражданин города Рыбинска (2012).

## Биография

### Детство и юность
Юрий Кублановский родился 30 апреля 1947 года в семье актёра Михаила Наумовича Кублановского (1910—1975) и преподавательницы русской литературы. По материнской линии все его предки, начиная с XVIII века, из духовного сословия; со стороны отца — ремесленники из Мариуполя. По его утверждению, несмотря на то, что родители были коммунистами, был крещён в младенчестве бабушкой.
Увлекался живописью, с 10 лет занимался в изостудии, одно время хотел стать художником. Стихи, по собственному признанию, начал писать в 14—15 лет. Начинал с авангардизма, считая, что противостоять официальной советской литературе можно только на нетрадиционных путях. Брал пример с появившихся в печати в первые годы оттепели в СССР как западных сюрреалистов, так и отечественных футуристов. В 1962 году приехал в Москву и показал свои стихи Андрею Вознесенскому. Тот их одобрил.

### СМОГ
В 1964 году Юрий Кублановский приезжает в Москву и поступает на отделение искусствоведения Исторического факультета МГУ. Тогда же он знакомится с молодыми поэтами — Леонидом Губановым, Владимиром Алейниковым и другими. Их роднило неприятие официальной советской литературы. По инициативе Леонида Губанова молодые поэты создали литературное объединение «Смелость, Мысль, Образ, Глубина». СМОГ просуществовал недолго. Уже к 1967 году под давлением властей это объединение прекращает существование. 

Это не было объединением на какой-то эстетической платформе: нам было всего по 17—18 лет, и мы в ту пору не могли ещё ставить перед собой сколько-нибудь самостоятельных и серьёзных эстетических задач. Скорее, это было объединение по «дружеству», мы были поколением, сменившим поэтов «оттепели». Это было время, когда отстранили доставшего всех Хрущёва, открывалась новая полоса советской истории. СМОГ стал для меня школой нонконформизма. Мы отказались от публикаций в советских журналах и издательствах, считая советскую литературную машину частью пропагандистского тоталитарного аппарата. Мы сразу стали ориентироваться на «самиздат» и создавали свою «параллельную» литературу. СМОГ довольно быстро распался, я не склонен к переоценке его значения. Но мы сохранили между собой дружеские отношения, чувство локтя и, главное, уверенность в том, что и в советской системе литератору возможно существовать самостоятельно, без государственных костылей..

### 1970—1981 годы
В 1970 году состоялась первая официальная публикация — стихи в сборнике «День поэзии». В том же году окончил университет и защитил дипломную работу у академика Д. В. Сарабьянова по теме «Станковое творчество Николая Сапунова».
Кублановский, будучи искусствоведом по профессии, уезжает работать экскурсоводом в музей на Соловках, открывшийся незадолго до этого. В огромном разорённом монастырском комплексе работало на тот момент только шесть сотрудников. На Соловках Юрию Кублановскому довелось общаться с бывшими заключёнными соловецкого лагеря. Так он по собственному признанию постепенно «реконструировал для себя кошмар советской лагерной жизни».
После Соловков работал экскурсоводом в музее Ф. И. Тютчева в Муранове, в Кирилло-Белозерском и Ферапонтовском музеях. В середине 70-х познакомился с Александром Менем и стал его духовным сыном.
В декабре 1976 года выступил в самиздате с открытым письмом «Ко всем нам», приуроченным к двухлетию высылки Александра Солженицына, которое было опубликовано на Западе; после чего лишился возможности работать по профессии. Трудился дворником, истопником, сторожем в московских и подмосковных храмах. Печатал переводы под псевдонимом Ю. Исполатов.
В 1979 году принял участие в неподцензурном альманахе «Метрополь», изданном самиздатовским способом, а также вышедшем в американском издательстве «Ардис» и переведённом на многие языки. В 1981 году в США в том же издательстве «Ардис» вышел его дебютный сборник «Избранное», составленный Иосифом Бродским.

### Эмиграция
19 января 1982 года в квартире Юрия Кублановского был проведён многочасовой обыск, после чего ему было предложено покинуть СССР под угрозой лагерного срока за зарубежные публикации. 3 октября 1982 года эмигрировал, жил в Париже, с 1986 года в Мюнхене.
В эмиграции Кублановский лично познакомился с Иосифом Бродским и Александром Солженицыным. Работал в Париже в газете «Русская мысль» и вёл авторскую программу «Вера и Слово» на Радио Свобода. В конце 1980-х годов, когда произведения Юрия Кублановского стали публиковать на Родине, он, по собственному признанию, «потерял статус политического эмигранта. Становиться же эмигрантом экономическим не хотел».

### Возвращение
В 1990 году Юрий Кублановский возвращается в Россию в тот период, «когда многие, наоборот, уезжали. Вернулся первым из писателей, но совсем не шумно». Генрих Сапгир отмечал, что когда Юрий Кублановский приехал, «горбачёвские чиновники долго не хотели возвращать ему советское гражданство, пока вся эта нелепость не отпала сама собой». После возвращения Юрий Кублановский много печатается, причём публикует не только стихи, но и пишет публицистику. В 1991 году поддержал ГКЧП, заявив, что «судьба родины мне дороже, чем свобода печати». Поселился в Переделкино. Работал в журнале «Новый мир»: заведующим отделом публицистики (1995—2000), затем несколько лет заведующим отделом поэзии.
Сопредседатель Союза российских писателей. Член редколлегии журналов «Вестник РХД», «Новый мир»..

В юности я отверг советскую идеологию, когда убедился в несправедливости системы. Либеральным диссидентом я не был — был инакомыслящим. Для меня всегда много значила публицистика Солженицына, а она — несмотря ни на что! — даже в те годы была оптимистична и энергична. В этом есть какая-то религиозная тайна. И даже в самые свинцовые годы я верил, что Россия возродится на христианских началах и сбросит коммунистический намордник. И когда я оказался на Западе, Солженицын ободрил меня: «Вы вернетесь в Россию через восемь лет». Так и случилось, в точном соответствии с предсказанием Александра Исаевича, в 1990 году. Но первое десятилетие после возвращения на родину не было радостным.
Ни при советской власти, ни в эмиграции я никогда не был так одинок, как в 1990-е. Кажется, почти все друзья моей молодости ушли тогда в услужение олигархическому режиму. Из России в те годы вымывалась культура. Общество существовало по принципу одного из персонажей тех же «Бесов»: мы, мол, провозгласим «право на бесчестие» и все к нам перебегут. Выздоровление началось лишь в начале нового века. Восстанавливается чувство государственного достоинства. Исчезло то ощущение унижения России и во внешних, и во внутренних делах, от которого трудно было отделаться в смутные годы. Но это медленное, постепенное выздоровление.
— Статья Ю. Кублановского к Дню народного единства 2018 года

### 2000-е и 2010-е годы
В 2003 году Юрию Кублановскому была вручена премия Александра Солженицына за «правдивую точность поэтического слова, за богатство и метафоричность языка», за ясную гражданскую позицию.
В 2006 году ему была присуждена «Новая пушкинская премия» «за совокупный творческий вклад в отечественную культуру».
В эти же годы в журнале «Новый мир» Юрий Кублановский публикует фрагменты своих дневниковых записей, которые ведёт с 1988 года.
С 26 июля 2010 года — член Патриаршего совета по культуре.
Решением Муниципального Совета городского округа город Рыбинск № 186 от 15.08.2012 года Ю. М. Кублановскому присвоено звание «Почётный гражданин города Рыбинска».
Юрий Кублановский удостоен премии Правительства Российской Федерации в области культуры за 2012 год за сборник стихов «Перекличка».
В 2015 году ему вручена Патриаршая литературная премия имени святых равноапостольных Кирилла и Мефодия.
Принял участие в цикле телевизионных передач «Имя Россия» (канал «Россия»), представляя Пушкина.
Поддержал военное вторжение на Украину.
Имеет двоих детей и восьмерых внуков. Жена Наталья Поленова — искусствовед, правнучка художника В. Д. Поленова, директор музея-заповедника В. Д. Поленова.

## Творчество

### Оценка Иосифа Бродского
В своём послесловии к сборнику стихотворений Юрия Кублановского «С последним солнцем», (Париж, 1983) Иосиф Бродский писал:

«Его техническая оснащённость изумительна, даже избыточна. Кублановский обладает, пожалуй, самым насыщенным словарём после Пастернака. Одним из его наиболее излюбленных средств является разностопный стих, который под его пером обретает характер эха, доносящего до нашего слуха через полтора столетия самую высокую, самую чистую ноту, когда бы то ни было взятую в русской поэзии».

### Оценка Александра Солженицына
Лирику поэта высоко ценил и другой нобелевский лауреат Александр Солженицын: 

«Поэзия Юрия Кублановского — отличается верностью традициям русского стихосложения, ненавязчиво, с большим чувством меры обновлённой метафоричностью — никогда не эксцентричной, всегда оправданной по сущности; и естественной упругости стиха, часто просящегося к перечитыванию и запоминанию».
 Солженицын также отмечает, что ценность поэзии Кублановского в том, что она сохраняет живую полноту русского языка в то время, когда русская литература «понесла потери в русскости языка». Неотъемлемыми качествами лирики Юрия Кублановского названы глубинная сроднённость с историей и религиозная насыщенность чувства.

### Другие оценки
Генрих Сапгир, знавший Кублановского со времён СМОГа, написал о нём: 

Юрий Кублановский в юности походил на юнкера или студента-белоподкладочника: тонкая кость, васильковый цвет глаз. И стихи уже тогда были под стать: Россия, по которой тосковали эмигранты — сладостная, православная, почти придуманная… С годами стихи стали реальнее, трагичнее, но взгляд автора по-прежнему устремлён в те, доблоковские, дали.

Фазиль Искандер стихи Кублановского в рукописных копиях прочёл ещё в советские времена. Внимание Искандера привлекли талант автора и его творческая оригинальность:

Юрий Кублановский отличный поэт, у него бездонный словарь, неутомимое любопытство к поэтическим деталям жизни, и сама его безнадёжность даёт надежду жить, раз можно жить и писать хорошие стихи даже в таких условиях.

Анатолий Найман:

В присутствии Кублановского — всё равно что в это время происходит: догоняешь ли ты с ним автобус, болтаешь ли о мелочах жизни, приподнимаешься ли над ними, просто выпиваешь ли — ощущается исходящая от него вибрация, трепет, присущий лишь поэтам, дрожание готового начать вырабатывать ток поэтического генератора. В лучших его стихах оно достигает той пронзительной трогательности, которой невозможно противостоять, да и незачем…

## Публикации
книги стихов
- Избранное / Сост. И. Бродский. — Анн Арбор: Ардис, 1981.
- С последним солнцем / Послесл. И. Бродского. — Paris: La Presse Libre, 1983.
- Оттиск. — Париж: YMCA-Press, 1985.
- Затмение. — Париж: YMCA-Press, 1989.
- Возвращение. — М.: Библиотека «Огонёк», 1990.
- Оттиск. — М.: Прометей, 1990.
- Чужбинное. — М.: Московский рабочий, 1993.
- Памяти Петрограда. — СПб.: Пушкинский фонд, 1994.
- Число. — М.: Изд-во Московского Клуба, 1994.
- Голос из хора. — Париж-М.-Нью-Йорк, 1995.
- Заколдованный дом. — Париж: YMCA-Press; М.: Русский путь, 1998.
- Дольше календаря. — М.: Русский путь, 2001. — ISBN 5-85887-102-X.
- В световом году. — М.: Русский путь, 2003. — ISBN 5-85887-129-1.
- Дольше календаря. — М.: Время, 2005. — ISBN 5-94117-153-6.
- На обратном пути. — М.: Русскій міръ, 2006. — ISBN 5-89577-087-8.
- Избранное. — М.: Эксмо, 2006. — ISBN 5-699-15999-1.
- Перекличка. — М.: Время, 2010. — ISBN 978-5-9691-0484-6.
- Посвящается Волге. — Рыбинск: Медиарост, 2010. — ISBN 978-5-904886-01-1.
- Изборник. — Иркутск: Издатель Сапронов, 2011. — ISBN 978-5-94535-116-5.
- Перекличка. — 2-е изд. — М.: Время, 2012. — ISBN 978-5-9691-0737-3.
- Чтение в непогоду: Избранное. — М.: Викмо-М; Русский путь, 2012. — ISBN 978-5-98454-026-1, 978-5-85887-422-5.
- Неисправные времена. — М.: Вифсаида: Русский путь, 2015. — ISBN 978-5-9903480-3-5.
- Долгая переправа: 2001—2017. — М.: Б. С. Г.-Пресс, 2017. — ISBN 978-5-93381-377-4.
- Crépuscule d’impressioniste. — Париж: Le Castor Astral, 2018. — ISBN 979-10-278-0149-7.

публицистика и литературная критика
- Вестник читают в России // Вестник РХД. 1981. — № 133.
- Картинки с выставки // Bpемя и мы, 1982. — № 69.
- Попытка рассказать о нерассказуемом. Россия-1982 // «Русская мысль», окт. 1982 — Вена
- Из церковной сторожки // «Русская мысль», дек. 1982
- Ферапонтово. Этюд // Грани. 1983. — № 128. — С. 151—156
- Насилие над природой // «Русская мысль», 2.06.1983
- Писатель и абсолютное зло // «Русская мысль», 9.06.1983
- Велимир Хлебников и агрессивность авангарда // «Русская мысль», 3.11.1983
- Жизнь Марины Цветаевой // «Русская мысль», 1.12.1983
- Французы в Москве // Третья волна, 1983. — № 14.
- Писатель и абсолютное зло // Третья волна, 1983. — № 15.
- Памяти Беломорья // Грани. 1983. — № 127.
- Ферапонтово // Грани. 1983. — № 128.
- «За целебным ядом слова…» Инна Лиснянская. Дожди и зеркала // Континент. 1983. — № 38.
- Письмо в редакцию // Форум, 1983. — № 3.
- Так солон прах в Иерусалиме.. // Стрелец. 1984. — № 5.
- В Альпах // Континент. 1984. — № 41.
- Князь Г. Н. Трубецкой — патриот, дипломат, свидетель. Кн. Г. Н. Трубецкой. Годы смут и надежд // Континент. 1984. — № 42.
- Памяти алапаевских узников // Вестник РХД. 1984. — № 141.
- Повторение // Грани. 1984. — № 131.
- Согласно геральдике // Стрелец. 1984. — № 3.
- Под эпиграфом Гёте // Стрелец. 1984. — № 10.
- Русское богословие: история и проблемы // «Русская мысль», 8.03.1984
- Разорение Валаама // «Русская мысль», 27.04.1984
- «Поэт» и его усадьба // «Русская мысль», 13.12.1984
- Россия и терроризм // «Русская мысль», 14.06.1985
- Вечность верных щадит, не судит.. // Грани. 1985. — № 136.
- Голубь // Грани. 1985. — № 137.
- Страшно в России быть заживо сваренным.. // Стрелец. 1985. — № 1.
- Провиденциальность писателя // Стрелец. 1985. — № 8.
- Жизнь и судьба Василия Гроссмана. Семен Липкин. Сталинград Василия Гроссмана // Грани. 1986. — № 141.
- Казнь Льва Мехлиса // Континент. 1986. — № 49.
- Мировоззрение Тютчева // Грани. 1986. — № 142.
- «Вехи», которые впереди // «Русская мысль», 25.12.1987
- Письмо в редакцию // Страна и мир, 1987. — № 1.
- Научный подвиг Михаила Мейлаха // Стрелец. 1987. — № 2.
- Александр Блок в частной жизни // Стрелец. 1987. — № 4.
- Летопись русской святости // Стрелец. 1987. — № 5.
- Розовые гребни колышет.. // Стрелец. 1987. — № 12.
- Памяти СМОГа // Стрелец. 1987. — № 12.
- От истоков до устья.. // Грани. 1987. — № 143.
- Март семнадцатого: Хроника исторической катастрофы. А. И. Солженицын. Красное колесо // Грани. 1987. — № 144.
- Где-то на рубежах синевы.. // Грани. 1987. — № 146.
- Поэзия нового измерения // Вестник РХД. 1987. — № 151.
- Розовые гребни колышет.. // Стрелец. 1987. — № 12.
- Metamorphosis // Грани. 1988. — № 149.
- Я провожаю корабли.. // Стрелец. 1988. — № 1.
- Мандельштам и мировая культура // Стрелец. 1988. — № 3.
- Мартемьяново… Ветра зеленый шквал // Стрелец. 1988. — № 10.
- Писатель, которого предстоит открыть. Владимир Кормер. Наследство // Грани. 1988. — № 147.
- Ответ на анкету Вестника // Вестник РХД. 1988. — № 152.
- О Реквиеме Анны Ахматовой // Вестник РХД. 1989. — № 156.
- Приветствие Солженицынской конференции // Стрелец. 1989. — № 1.
- Стиль и историософия Красного колеса А. И. Солженицына. Выступление на Солженицынской конференции // Стрелец. 1989. — № 1.
- Слово о Набокове. Выступление на конференции // Стрелец. 1989. — № 2.
- У истоков идеологической графомании // Грани. 1989. — № 151.
- Столетие Анны Ахматовой. Ответ на анкету Вестника // Вестник РХД. 1989. — № 156.
- Мастерство. О прозе Татьяны Толстой // Стрелец. 1989. — № 1.
- Императрица в повествовании «Красное колесо» // Страницы русской зарубежной печати. 1988 / сост. М. В. Назаров. — Мюнхен : Страницы ; М., 1990. — 448 с. — С. 364—388
  - Императрица в повествовании «Красное колесо» // Русское зарубежье в год тысячелетия крещения Руси: сборник / сост. М. Назаров. — М. : Столица, 1991. — 464 с. — С. 397—416
- Аналитическая исповедь Лидии Гинзбург // Вестник русского христианского движения. — 1990. — № 1 (158) — С. 267—275
- В грядущем прошлое тлеет // Литературная газета, 18.04.1990
- Воскрешение истории // Книжное обозрение — 12.10.1990
- Аналитическая исповедь Лидии Гинзбург. Лидия Гинзбург. Литература в поисках реальности. Человек за письменным столом // Вестник РХД. 1990. — № 158.
- К столетию Б. Пастернака. 1890—1960. Анкета Вестника // Вестник РХД. 1990. — № 158.
- Технология страха // Юность. 1991. — № 3
- Поэзия нового измерения (об Иосифе Бродском) // Новый мир. 1991. — № 2.
- «Минводхоз» Зарубежья // Москва. 1992. — № 1
- Благословенный свет (о собрании сочинений Арсения Тарковского) // Новый мир. 1992. — № 8.
- Обретение Розанова // Вестник РХД. 1993. — № 167.
- Тютчев в «Литературном наследстве» // Новый мир. 1993. — № 6
- О возможностях творчества // Новый мир. 1995. — № 4,
- «Век сумасшедший мне сопутствовал…». Дар и призвание Семена Липкина // Литературная газета, 7.06.1995
- Вера и слово // Вестник русского христианского движения. 1995. — № 3 (172) — С. 261—263
- Мертвым не больно? // Новый мир. 1996. — № 1.
- Спасение через слово (о 1 томе публицистики АИС) // Новый мир. 1996. — № 6.
- Неотшлифованный самородок (о кн. Константина Леонтьева) // Новый мир. 1996. — № 9.
- Пастырь добрый (об о. А. Мене) // Новый мир. 1997. — № 3.
- Поверх разборок // Новый мир. 1998. — № 2.
- При свете совести (о книгах Лидии Чуковской) // Новый мир. 2000. — № 9
- От Озириса к Апокалипсису (о «Последних листьях» В. Розанова) // Новый мир. 2001. — № 3
- Юрий Кублановский. Обнаруженный заговор // Новый мир. 2001. — № 9. — С. 200.
- «На свету и в темнотах лирической самобытности» (о Леониде Губанове) // Новый мир. 2004. — № 1
- «Pro et contra Ивана неистового» (об Иване Ильине) // Новый мир. 2004. — № 8,
- Воспоминания о Вермонте // Вестник русского христианского движения. 2008. — № 194 (II). — С. 9
- Слово о Пушкине // Вестник русского христианского движения. 2009. — № 1 (195). — С. 201—204
- Об Анне Васильевне Тимиревой (1893—1975) // Вестник русского христианского движения. 2015. — № 2 (204) — С. 167—168

интервью
- Гинзбург А. Для меня эмиграция — крест, который должно нести достойно // Русская мысль — 18.11.1982
- Киянице В. Не отрекаются любя… // Комсомольская правда — 18.02.1990
- Якович Е. Привкус счастья и бедствия + публикация открытого письма «Ко всем нам» (на двухлетие высылки А. И. Солженицына) // Литературная газета, 18.04.1990
- Кудрявцеву А. В ожидании Второго крещения + заметка «Возвращение» // «Неделя», 25.10.1990
- Бройдо Г. Исцеление в поисках согласия // Вечерняя Москва — 6.08.1992
- Шохина В. Эстет или моралист // Независимая газета, 1995
- Константинова Е. Русскому человеку плюют в лицо // Вечерний клуб — 16.11.1996
- Николаева О. Комплекс Отечества // Литературная газета — 2.4.1997
- Обухова Е. Роковая черта // Золотое кольцо — 6.11.1998
- Пантелей И. «В финале столетия — ближе к нулям…» // Меценат и Мир. 2000. — № 11 — 13
- Сторожилова О. Терпеть не могу, когда меня спрашивают: «Пишешь, старик?» // Вечерний клуб — 27.04.2001
- Кучкина О. А. Юрий Кублановский: «За всё приходится платить…» // Время Ч. Пятьдесят и одно интервью: сборник биографической информации. — Москва : ВАГРИУС, 2001. — 447 с. — ISBN 5-264-00592-3. — С. 124—131
- Юрий Кублановский: «По России катится жёлтое колесо». Беседа с Татьяной Весниной // Ликбез: литературный альманах. 2003. — № 10 (декабрь)
- Соколовский А. Учитель — духовник культуры. Интервью. // История — Первое сентября. — 2004. — № 1
- Кобенков А. Если уж роман, то в стихах // «Новая газета», 4 апреля 2005
- История как понимание жизни. Интервью. // История — Первое сентября. — 2006. — № 21
- Бондаренко В. «Юрий Кублановский, ополченец Слова» // Независимая газета, 07.09.2006
- Кульба А. Поэзия — хранитель истории // Нескучный сад. 2007. — № 1-2 (24)
- Савицкий Д. Юрий Кублановский: «Существую сам, а не по воле исчисляемых часами дней» // svoboda.org, 27 апреля 2007
- Филиппова Т. «Мое восприятие Цветаевой еще в пути». Юрий Кублановский — об одном из самых больших поэтов Серебряного века // Российская газета, 6 октября 2007
- Поэт Юрий Кублановский: «Учитель литературы должен закалять душу человеческую». // Литература — Первое сентября. — 2008. — № 6
- «Я не создаю историю, просто размышляю над ней» // информационный портал фонда «Русский мир», 25.09.2008
- Савельев А. О гламуре и злопамятности. // История — Первое сентября. — 2009. — № 4
- Вигилянская А. «На границе с надеждой…» Интервью с поэтом Юрием Кублановским // Виноград: журнал. — 2009. — № 5 (31). — С. 58—68.
- Желтое колесо. Как поэт Юрий Кублановский через Париж вернулся в Переделкино // Российская газета. 11 ноября 2009
- «Серое утро», или Тайное поприще поэта : Юрий Кублановский в беседе с русским парижанином Виталием Амурским // Сибирские огни. — Новосибирск, 2010. — № 2. — С. 97-103.
- Козлов В. «Мировоззрение поэта — важная составляющая настоящей поэзии» Разговор с поэтом Юрием Кублановским // Prosōdia. — 2018. — № 8. — С. 111—122.
- Юрий Кублановский: «Не хочу единообразия» // 45-я параллель: альманах. — 2019. — № 34 (490) от 1 декабря 2019
- От потребления к достойному самоограничению. Юрий Кублановский о болдинском карантине Пушкина и своем «самостоянии» во время самоизоляции // ng.ru, 08.04.2020
- Программа «Культпросвет», ГТРК Самара. В гостях поэт Ю.Кублановский, директор музея В. Д. Поленова — Н. Поленова. Июнь 2022.

## Премии
- Премии им. Осипа Мандельштама альманаха «Стрелец» (1996),
- Премия мэрии Москвы (1999),
- журналов «Огонёк» (1989), «Новый мир» (1999),
- Премия Александра Солженицына (2003) — «за языковое и метафорическое богатство стиха, пронизанного болью русской судьбы; за нравственную точность публицистического слова»,
- Премия журнала «Новый мир» «Anthologia» (2005) — за том избранных стихотворений «Дольше календаря»,
- Новая Пушкинская премия (2006) — «за совокупный творческий вклад в отечественную культуру»[27],
- Премия Правительства Российской Федерации в области культуры за 2012 год за сборник стихов «Перекличка»
- Царскосельская художественная премия (2013),
- Патриаршая литературная премия имени святых равноапостольных Кирилла и Мефодия (2015).
- «Гипертекст» (2025)